# Tire 5 Cartas
Tire 5 Cartas é um filme brasileiro idealizado e roteirizado por Joaquim Haickel, que contou com a ajuda de Gustavo Pinheiro, Melina Dalboni, Diego Freitas, Giulia Bertolli e Julia Antuerpem. O filme é dirigido por Diego Freitas, e estrelado por Lilia Cabral, Stepan Nercessian  e grande elenco. Tire 5 Cartas foi produzido pela Guarnicê Produções e pela Eh! Filmes e estreou em 7 de setembro nos cinemas brasileiros.

## Sinopse
Fátima (Lília Cabral) abandonou sua terra natal para ganhar a vida no Rio de Janeiro como cantora. Como o sonho não deu certo, ela virou taróloga e o maridão Lindoval (Stepan Nercessian), um cover do Sidney Magal, foi o mais próximo que ela ficou da música e dos palcos. Quando um valioso anel vai parar em suas mãos, ela foge de bandidos interessados na joia para sua cidade. Lá, ela acaba herdando um casarão antigo para administrar com a irmã, que havia abandonado. Sem qualquer capacidade de prever seu próprio futuro, ela embarca numa doida aventura que as cartas jamais mostraram.

## Elenco
- Lilia Cabral
- Stepan Nercessian
- Claudia di Moura
- Guilherme Piva
- Gabriel Godoy
- Sérgio Malheiros
- Giulia Bertoli
- Allan Souza Lima
- César Boaes
- Claudiana Cotrim
- Thaynara OG
- Mathy Lemos
- Alcione
- Sidney Magal